# Kaka (Togo)
Pour les articles homonymes, voir Kaka.

Kaka est un village situé dans la Préfecture de Bassar dans la Région de la Kara du nord-ouest du Togo.

## Démographie
La population est formée majoritairement par l'ethnie Moba.